# Sephena rustena
Sephena rustena är en insektsart som beskrevs av Medler 2000. Sephena rustena ingår i släktet Sephena och familjen Flatidae. Inga underarter finns listade i Catalogue of Life.